# Liberty Place
Liberty Place es un complejo de rascacielos en Filadelfia, Pensilvania, Estados Unidos. El complejo está compuesto por un rascacielos de 61 pisos y 288 metros (m) llamado One Liberty Place, un otro de 58 pisos y 258 m llamado Two Liberty Place, un centro comercial de dos pisos llamado The Shops en Liberty Place y el Westin Philadelphia Hotel de 14 pisos. Antes de la construcción de Liberty Place, había un acuerdo de caballeros de no construir ninguna estructura en el Centro más alta que la estatua de William Penn en la parte superior del Ayuntamiento de Filadelfia. La tradición duró hasta 1984 cuando el desarrollador Willard G. Rouse III de Rouse & Associates anunció la construcción de un complejo de edificios de oficinas que incluía dos torres más altas que el Ayuntamiento. Hubo una gran oposición y los críticos creían que romper el límite de altura conduciría a la construcción de muchos más rascacielos altos, arruinando la habitabilidad y el encanto de Centro. Sin embargo, se aprobó la construcción de One Liberty Place y la primera fase del proyecto comenzó en 1985 y se completó en 1987. One Liberty Place se convirtió en el rascacielos más alto de la ciudad.
La fase 2 del proyecto incluyó Two Liberty Place, un hotel, un centro comercial y un estacionamiento. La construcción comenzó en 1988, después de que Cigna acordó arrendar la totalidad del rascacielos para usarlo como la sede mundial de esa empresa. La construcción se completó en 1990, lo que convirtió a Two Liberty Place en el segundo edificio más alto de la ciudad. Las dos torres mantuvieron su lugar como primer y segundo edificio más alto de Filadelfia hasta la construcción del Comcast Center (2008) y el Comcast Technology Center (2018). Liberty Place fue recibido con entusiasmo por los críticos y condujo a la construcción de otros rascacielos altos que le dieron a Filadelfia lo que el crítico de arquitectura Paul Goldberger llamó "uno de los horizontes más atractivos de cualquier ciudad estadounidense importante".
Liberty Place fue diseñado por el arquitecto Helmut Jahn y su firma Murphy / Jahn. Los rascacielos de acero y cristal azul fueron fuertemente influenciados por el edificio Chrysler de la ciudad de Nueva York. La mayor influencia es la aguja hecha de retrocesos angulares a dos aguas. La aguja de Two Liberty Place es más corta y ocupada, un diseño influenciado por las necesidades del inquilino Cigna. En la década de 2000, Cigna redujo su presencia en la torre, lo que llevó a los propietarios a convertir los pisos superiores en 122 condominios de lujo. Debajo de las dos torres se encuentra el hotel Westin de 289 habitaciones y las tiendas de 13.000 m² en Liberty Place. La característica principal del centro comercial es un atrio redondo coronado por una gran cúpula de vidrio.

## Historia

### Planificación y controversia

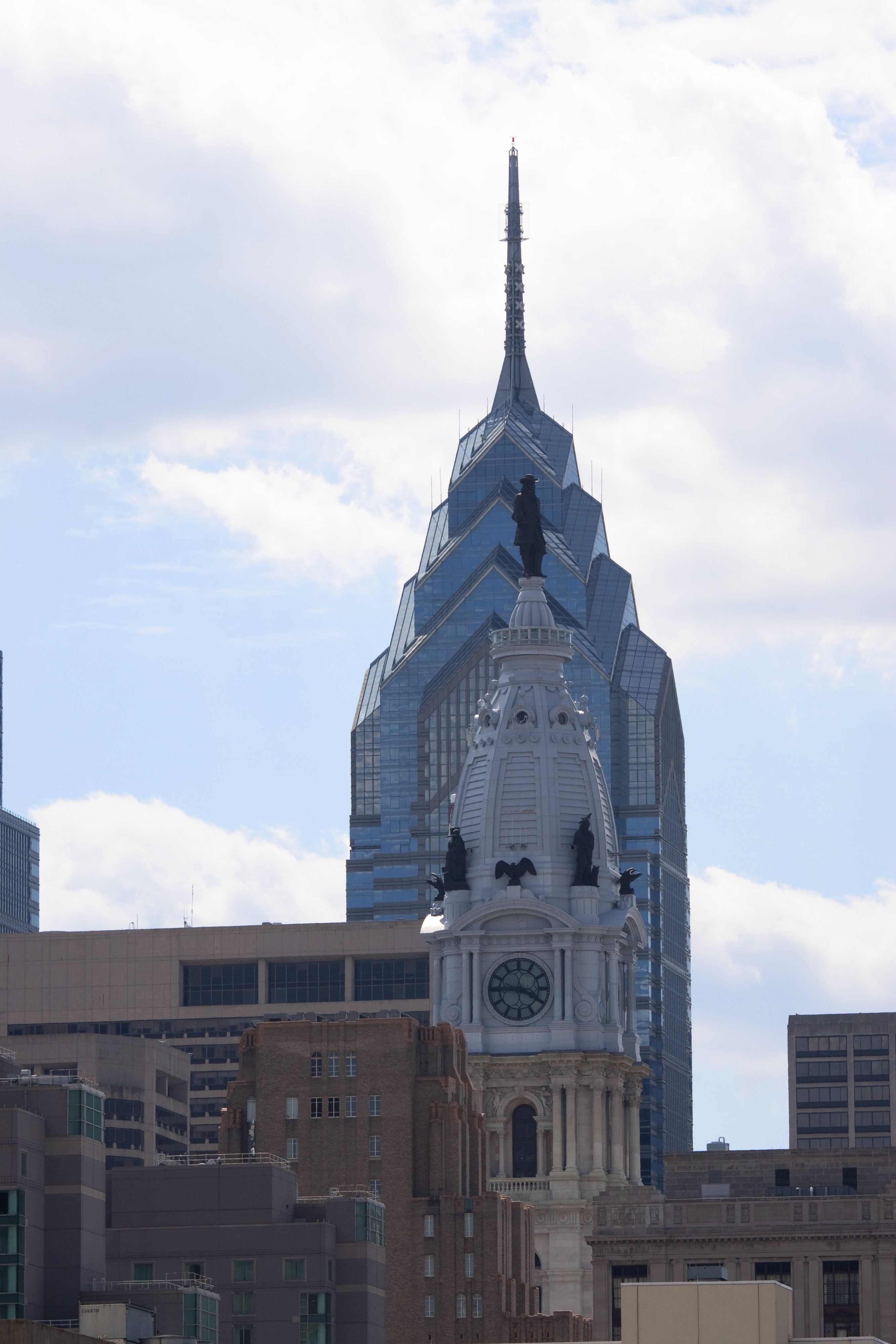
One Liberty Place (atrás) se cierne sobre el Ayuntamiento (frente).

En Filadelfia, Pensilvania, hubo un acuerdo entre caballeros de no construir ninguna estructura en el centro de la ciudad más alta que la estatua de William Penn en lo alto del Ayuntamiento de Filadelfia. La tradición duró hasta la década de 1980 cuando el desarrollador Willard G. Rouse III de Rouse & Associates anunció planes para construir un complejo de edificios de oficinas que incluía dos torres más altas que el Ayuntamiento. Antes de cualquier plan de desarrollo, Rouse quería adquirir propiedades inmobiliarias de primera en Filadelfia y vio una cuadra en el centro de la ciudad ocupada por estacionamientos y varios edificios pequeños. Oliver Tyrone Pulver Corp. también quiso comprar la tierra y compitió con Rouse por el bloque de tierra comprando pequeños lotes en todo el sitio. Ninguno pudo adquirir suficiente espacio contiguo para construir un gran edificio de oficinas, por lo que después de una demanda y negociaciones fallidas, acordaron una guerra de ofertas organizada por las propiedades del otro. Según las reglas acordadas, el mejor postor tendría la opción de comprar la propiedad del otro. Rouse ganó la subasta en 1983 por una cantidad no revelada. Originalmente, Rouse imaginó un rascacielos de 38 pisos de 150 millones de dólares, pero el 5 de abril de 1984, anunció sus planes para construir un complejo que incluiría dos torres de oficinas, una de 65 pisos y las otras de 55 pisos, un hotel y un espacio comercial. Los rumores y la tradición local especulan que gastó tanto dinero comprando la tierra que tuvo que construir algo que justificara el gasto.
La oposición al proyecto había comenzado antes del anuncio oficial del 5 de abril en una reunión de la Comisión de Planificación. A la reunión asistieron 300 personas y varios de los asistentes se opusieron o se mostraron escépticos ante la idea de que los rascacielos serían más altos que el Ayuntamiento. Los críticos temían que romper el acuerdo entre caballeros conduciría al desarrollo de rascacielos más altos que terminarían empequeñeciendo el Ayuntamiento y cambiando la estructura de la ciudad. El crítico del plan y ex planificador de la ciudad de Filadelfia, Edmund Bacon, dijo: "Una vez que [el techo de altura] se rompe, desaparece". Una encuesta telefónica realizada por el Philadelphia Daily News mostró que las personas que llamaban se oponían a romper la barrera de altura por 3.809 a 1.822. El editorial del Philadelphia Inquirer temía que los rascacielos arruinaran el centro. La ubicación del Ayuntamiento fue pensada como el centro de la ciudad desde la fundación de la ciudad, y los críticos temían que los edificios más altos alejarían el centro de la ciudad del Ayuntamiento. Los críticos favorecieron la escala más pequeña del paisaje urbano y sintieron que una Filadelfia con rascacielos afectaría la habitabilidad de la ciudad. Edmund Bacon y los líderes cívicos de Center Ci||ty dijeron que Filadelfia debe su habitabilidad y encanto a su bajo perfil. El presidente de la Comisión de Planificación de la Ciudad, Graham S. Finney, señaló que había una sensación generalizada de que el cielo sobre la ciudad se consideraba un espacio público. Los partidarios de romper la limitación de altura señalaron que el proyecto traería los trabajos y negocios necesarios al centro de la ciudad y que los edificios más cortos ya estaban bloqueando las vistas del Ayuntamiento desde ciertas direcciones.
El 3 de mayo se llevó a cabo una reunión de la comisión de planificación para decidir si aprobarían los rascacielos que rompen el límite de altura. La directora ejecutiva de los comisionados, Barbara J. Kaplan, dijo que el proyecto tiene "mérito sustancial" y "que hay una oportunidad aquí que no debemos dejar pasar". Citó que el proyecto crearía 12.000 puestos de trabajo y 15 millones de dólares en ingresos fiscales. El opositor Lee Copeland, decano de la Escuela de Graduados de Bellas Artes de la Universidad de Pensilvania, dijo que el límite de altura era "una especie de regla de oro de Filadelfia que forma parte del espíritu y la tradición de nuestro pasado". La reunión terminó con la decisión de la comisión de evitar edificios más altos que el Ayuntamiento mientras estudia el tema durante un año. En mayo, el Ayuntamiento de Filadelfia anunció su apoyo al proyecto debido a los puestos de trabajo que crearía. El 13 de junio, el alcalde de Filadelfia, Wilson Goode, se pronunció a favor del proyecto. Propuso la creación de una ordenanza especial que permitiría edificios más altos que el Ayuntamiento entre las calles 16 y 20 y el lado norte de Chestnut Street y el lado sur de John F. Kennedy Boulevard. Molesto por el apoyo del alcalde al proyecto, Edmund Bacon renunció a una comisión sobre el futuro de Filadelfia. Bacon calificó el complejo como "un desastre total", y agregó que "diezma absolutamente la escala de Center City, y una vez que se ha hecho, no hay forma de detenerlo".

### Construcción
La fase 1 del complejo, llamado One Liberty Place, comenzó a construirse el 13 de mayo de 1985. One Liberty Place sería la estructura más alta del complejo. El rascacielos se convirtió en la estructura más alta de Filadelfia el 10 de septiembre de 1986, cuando se instalaron las primeras columnas de acero de 7,6 m del piso 44 del rascacielos. One Liberty Place se coronó el 12 de diciembre con una ceremonia que incluyó un espectáculo de luces láser y l presencia l alcalde Goode, quien dijo que la torre "rompe el status quo de la ciudad y dice que llegamos". El 27 de marzo de 1987, Robert Heenan, Jr., un vidriero de 22 años, cayó 42 pisos y murió después de que su línea de seguridad se rompió cuando quedó atrapada en un mecanismo de elevación. Un mes después, el 27 de mayo, se colocó la aguja de la torre en la parte superior del edificio. La colocación de la aguja se retrasó cuando se descubrió que algunas secciones de la aguja no se alineaban entre sí y debían volver a soldarse. Conrail se convirtió en el primer inquilino importante en arrendar un espacio cuando firmó el contrato de arrendamiento en diciembre de 1985, pero en abril de 1987 solo se alquiló el veinte por ciento del edificio. Conrail se convirtió en el primer inquilino en mudarse cuando el edificio se inauguró oficialmente el 17 de agosto.

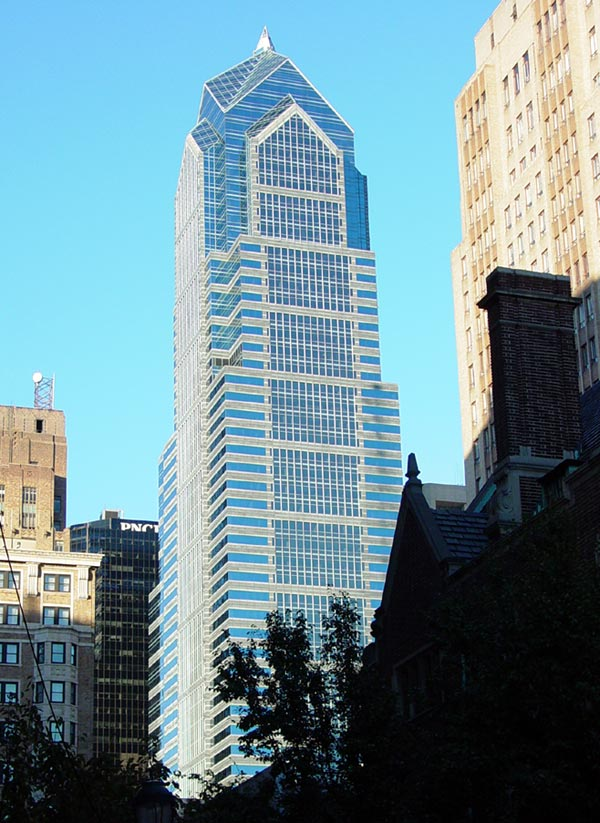
Two Liberty Place.

One Liberty Place estaba solo lleno en aproximadamente un tercio a fines de 1987 cuando los planes para Two Liberty Place recibieron luz verde después de que Cigna acordó reubicar a sus 4.400 empleados de 15 edificios diferentes de Filadelfia al rascacielos. Cigna acordó arrendar los 110.000 m² de Two Liberty Place el 14 de diciembre. La Fase 2 del complejo comenzó el 16 de febrero de 1988 con una ceremonia que incluyó el lanzamiento de miles de globos morados, azules y blancos. La segunda fase del proyecto consistió en el resto del complejo Liberty Place, Two Liberty Tower, un hotel Ritz-Carlton, un centro comercial de dos pisos y un estacionamiento. El Hotel Ritz-Carlton abrió sus puertas el 5 de noviembre de 1990 y el centro comercial, llamado Shops at Liberty Place, abrió una semana después, el 13 de noviembre. El centro comercial abrió durante una recesión económica y una cuarta parte del espacio del centro comercial estaba vacío. Cincuenta tiendas y catorce restaurantes alquilaron espacio cuando abrió el centro comercial. Two Liberty Place terminó la construcción a fin de año.

### 1990-presente
En 1990, Rouse vendió su participación en One Liberty Place a la compañía de seguros japonesa Chyoda. Además, en 1995, los propietarios del hotel Ritz-Carlton, que incluía a Rouse, no cumplieron con su préstamo de 64 millones de dólares. Después de una subasta del alguacil el 4 de diciembre de ese año, el acreedor, Teachers Insurance and Annuity Association, tomó posesión de la propiedad. El hotel volvió a cambiar de propietario en 1996 cuando Teachers Insurance and Annuity Association acordó vender todas sus propiedades hoteleras a Starwood. En 1999 se pusieron a la venta One Liberty Place, Two Liberty Place y las tiendas de Liberty Place. En ese momento, One Liberty Place era propiedad de Teachers Insurance and Annuity Association y Chyoda. Two Liberty Place era propiedad de una sociedad dirigida por Willard Rouse llamada 1650 Market Associates, y Shops of Liberty Place era propiedad conjunta de Teachers Insurance and Annuity Association y 1650 Market Associates. One Liberty Place y las tiendas de Liberty Place se vendieron ese mismo año a Sunbelt Management, una firma de Palm Beach Gardens, Florida, propiedad del empresario alemán Hugo Mann. Sunbelt adquirió la propiedad por un precio de oferta de 250 millones de dólares. El precio de oferta fue el resultado de que One Liberty Place estaba alquilado en un 99,9 por ciento en el momento de la venta y la mayoría de los contratos de arrendamiento a largo plazo firmados cuando el mercado inmobiliario estaba deprimido. Los alquileres de One Liberty Place eran unos 10 dólares más bajos que los de los edificios de oficinas de la competencia. Two Liberty Place estaba luchando por encontrar un comprador porque no estaba seguro de que Cigna renovaría su contrato de arrendamiento, que expiraría en 2006.
En enero de 1999, el Ritz-Carlton anunció que no renovaría su contrato de arrendamiento en su ubicación de Liberty Place y se trasladaría a Two Mellon Center. El hotel St. Regis Hotels & Resorts tomó su lugar más tarde ese año. El St. Regis no pudo mantener las mismas tarifas de habitación que los otros hoteles de lujo de Filadelfia y fue rebautizado como Westin en febrero de 2000, y ahora se centra en los viajeros de negocios. En junio de 2002, Two Liberty Place se vendió a Shorenstein Properties de San Francisco. Se informó que la venta fue por 200 millones de dólares e incluyó a la Asociación de Seguros y Anualidades para Maestros que continuaba como prestamista de primera hipoteca. El 26 de abril de 2004, Cigna anunció que permanecería en Two Liberty Place después de recibir millones de dólares en incentivos de la ciudad y el estado, aunque alquilaría menos espacio. Con 74.000 m² vacantes, Shorenstein Properties and Teachers Insurance and Annuity Association vendió sus participaciones en Two Liberty Place a la empresa de capital inversión America's Capital Partners y su socio desarrollador residencial Falcone Group por 151 millones de dólares.
Poco después de comprar Two Liberty Place, America's Capital Partners anunció que convertiría los pisos superiores del rascacielos en condominios de lujo. The Residences at Two Liberty abrió oficialmente el 7 de marzo con las unidades de muestra terminadas. La conversión de los pisos superiores de los 122 condominios restantes comenzó ese mismo mes. En 2008, los propietarios de condominios que se mudaron recientemente estaban indignados por el plan de colocar dos letreros de Unisys con letras rojas iluminadas de 3 m a más de la mitad de dos lados de Two Liberty Place. La empresa de tecnología de la información Unisys fue planificada hacer cuatro pisos del rascacielos su sede corporativa y los letreros eran parte de su plan para cambiar la marca de la empresa. La Junta de Zonificación de Filadelfia finalmente rechazó la idea del letrero y Unisys terminó por no mudar su sede de Blue Bell, Pensilvania, y señaló que la economía, y no el rechazo del letrero, fue la base de la decisión.
El Westin Philadelphia fue vendido por Starwood en noviembre de 2005 a HEI Hotels & Resorts. En 2006, HEI Hospitality gastó US 10 millones de dólares en la renovación del hotel, lo que incluyó actualizar la decoración y agregar acceso inalámbrico a Internet. El 18 de junio de 2007, un nuevo rascacielos, el Comcast Center, se coronó y se convirtió oficialmente en el edificio más alto de la ciudad. El Comcast Center terminó con el lugar de 19 años de One Liberty Place como el edificio más alto de Filadelfia. En septiembre de 2009, Eola Capital adquirió toda la cartera de edificios de oficinas de America's Capital Partners, incluida la parte de oficinas de Two Liberty Place. Parkway Properties Inc. compró el negocio de administración de propiedades y las propiedades de oficinas de Eola en 2011. El Sistema de Retiro de Maestros de Texas, también parte de la transacción, poseería el 70 por ciento del edificio, mientras que Parkway tendría el 19 por ciento de participación en el edificio. Utah Retirement Systems, un fondo de pensiones público, también posee una participación del 11 por ciento en el rascacielos. En octubre de 2016, Coretrust Capital Partners LLC de Los Ángeles adquirió la parte de la oficina de Two Liberty Place mediante la compra de participaciones mayoritarias en entidades de propiedad múltiple po 219 millones de dólares. El vendedor era una sociedad asesorada y dirigida por Parkway Properties, Inc. de Orlando, Florida (NYSE: PKY).

## Arquitectura
Liberty Place es un complejo de edificios que consta de dos rascacielos, un hotel, un estacionamiento y un centro comercial que conecta las estructuras. Ubicado en Center City, Filadelfia, Pensilvania, Liberty Place fue diseñado por el estudio de arquitectura Murphy / Jahn con sede en Chicago. El arquitecto Helmut Jahn diseñó One Liberty Place y fue arquitecto consultor para el resto del complejo. Los dos rascacielos están construidos con una estructura de acero sostenida por ocho grandes pilares en los perímetros de los edificios y un núcleo central que contiene los ascensores. Los pilares perimetrales están conectados para mantener las torres rígidas al tiempo que permiten la máxima cantidad de espacio interior. El exterior de las torres está formado por paneles de granito, aluminio y vidrio, y la cantidad de vidrio utilizado aumenta en las agujas de las torres. La mayoría de los exteriores en los niveles inferiores y el resto del complejo está hecho de piedra.
El Bank of the Southwest Tower (Houston, Texas; nunca construido) también fue diseñado originalmente por Helmut Jahn y sirvió como la inspiración principal para el diseño de ambas torres Liberty Place, así como también para torres icónicas como el MesseTurm de Frankfurt.

### One Liberty Place
Ubicado en la esquina de las calles Market y 17th, One Liberty Place tiene 61 pisos de altura. 288 m, es el tercer edificio más alto de Filadelfia. One Liberty Place contiene 110.000 m² , con un tamaño promedio de piso de 2200 m² . Helmut Jahn es un admirador del eclecticismo estadounidense y el art déco; al diseñar Liberty Place, utilizó el edificio Chrysler de la ciudad de Nueva York como referencia. Rouse dijo que lo llama el "Hijo de Chrysler" debido a la similitud en el diseño. La similitud más notable con el Edificio Chrysler es la aguja de 45 m que corona el rascacielos. La aguja de One Liberty Place está formada por cuatro retranqueos en forma de gabletes que conducen a una aguja de acero de 2 toneladas y 14 m en la parte superior. En lugar de retranqueos curvos como en el edificio Chrysler, los del One Liberty Place utilizan bordes angulares rectos.
Al igual que el edificio Chrysler, One Liberty Place tiene una forma cuadrada con esquinas empotradas. La fachada también está inspirada en el Edificio Chrysler, utilizando vidrio y aluminio para invocar las formas horizontales y verticales del Edificio Chrysler a lo largo del núcleo del edificio. El color de la fachada varía entre grises, plateados y azules metálicos y utiliza bandas horizontales de granito y vidrio para restar importancia al impacto visual de la altura de la torre. El vestíbulo del edificio cuenta con mármol blanco y gris importado de Italia. El vestíbulo del ascensor y las cabinas de los ascensores se hacen eco de la forma de la aguja del edificio, mientras que las puertas del ascensor presentan una abstracción del propio One Liberty Place.

### Two Liberty Place
Two Liberty Place se basa en las mismas influencias que su torre homóloga y utiliza una forma similar y una fachada a juego. Ubicado en la esquina de las calles 16 y Chestnut, Two Liberty Place tiene 258 m, lo que lo convierte en el cuarto edificio más alto de la ciudad. El rascacielos de 58 pisos es más corto que su contraparte, pero también contiene aproximadamente 110,000 m² de espacio. La aguja de Two Liberty Place contiene menos retrocesos a dos aguas, lo que le da a la torre una apariencia más achaparrada, pero permite aproximadamente la misma cantidad de espacio interior que One Liberty Place. El diseño de la aguja fue el resultado del inquilino previsto del edificio, Cigna, que quería el gran espacio de piso.
Los pisos 37 y 40 a 57 son aproximadamente 28.000 m² de espacio de condominio. Los pisos 38, 39 y 58 son pisos mecánicos. Los 122 condominios de lujo, llamados The Residences at Two Liberty, son los más altos de la ciudad, con condominios ubicados entre 166 y 233 m sobre el nivel del suelo. Cada unidad de condominio cuenta con una máquina de capuchino, gabinetes de cocina Snaidero hechos en Italia, electrodomésticos Miele y servicio de conserjería. El piso 37 contiene un completo spa y sauna, piscina y un restaurante gourmet llamado R2L que abrió el 21 de enero de 2010. El restaurante ocupa 1000 m² y tiene capacidad para casi 300. Los condominios varían en precio desde 800.000 dólares para una habitación individual en el piso 40 a más de 15 millones de dólares para un penthouse de 670 m². Debido a las bajas ventas de los condominios, la parte superior del edificio se convertiría en un hotel boutique en 2013. Debido al escaso interés en el hotel, los 10 pisos superiores de The Residences (pisos 48 a 57) se convertirían en 60 unidades de condominio en 2015. El vestíbulo de Two Liberty Place fue originalmente diseñado específicamente para Cigna, que solía arrendar todo el edificio. Después de que Cigna redujera su presencia en la torre, se crearon tres vestíbulos separados, cada uno con su propio banco de ascensores, uno para Cigna, otro para los demás inquilinos corporativos y el tercio para los residentes.

### Hotel y centro comercial
The Westin Philadelphia es un hotel de 14 pisos ubicado en 17th Street. The Westin tiene 289 habitaciones, 1300 m² de espacio para reuniones, un salón de baile y un restaurante. Cerca de la entrada del Westin en 17th Street está la entrada al estacionamiento subterráneo de Liberty Place. El garaje de cuatro pisos, que también tiene una entrada por la calle 16, tiene espacio para 750 autos.
The Shops at Liberty Place contiene 13.000 m². El centro comercial de dos pisos da a Chestnut Street entre las calles 16 y 17. El centro comercial fue diseñado para contener entre 80 y 85 tiendas, incluida un área de patio de comidas. La característica principal del centro comercial es un atrio redondo que está coronado por una gran cúpula de vidrio. La cúpula tiene en realidad la forma de un tetracontágono que permite la entrada de una gran cantidad de luz al centro comercial y permite vistas de las torres Liberty Place y el PNC Bank Building. La cúpula de cristal se basa en el invernadero principal del Jardín Botánico de Nueva York.